# Tom & Jerry (fumetto)
Tom & Jerry è stata una serie a fumetti pubblicata in Italia da vari editori dagli anni cinquanta agli anni novanta.

## Storia editoriale
La Periodici Bunny, detentrice dei diritti sulle serie a fumetti pubblicate negli Stati Uniti d'America dalla Dell e dalla Western Publishing, pubblicò un primo albo come supplemento alla serie Bunny che esordì lo stesso anno, contenente storie tratte dai comic books americani con vari personaggi come Tom & Jerry, Fido, Bullo e Birillo, disegnati da Harvey Eisenberg, oltre a Pino e Pinolo, Ciuffetto e Pappalardo di Phil DeLara e Flic e Floc realizzato da Vivie Risto e tutti trasposizioni a fumetti di serie televisive animate del periodo prodotte dalla Metro-Goldwyn-Mayer. L'anno successivo esordì una nuova serie omonima della quale verranno pubblicati oltre 200 numeri fino al 1974. I primi 25 numeri di questa nuova serie vennero pubblicati dalla Periodici Bunny, poi i diritti vennero acquisiti nel 1960 dalla Cenisio, che riprese la numerazione mantenendo la testata che venne pubblicata fino al 1968; dal 1969 venne edita una nuova serie per complessivi 225 numeri. Le prime due serie erano una testata antologica contenente storie a fumetti tratte dalla edizione americana dei comic book editi dalla Dell/Western Publishing con storie di Tom & Jerry, a volte indicato come Gerry, disegnate da Harvey Eisenberg, Lynn Karp e Phil DeLara oltre a quelle di altri personaggi dei cartoni animati della MGM come Jerry e Soldino (Jerry and Tuffy), Bullo e Birillo (Spike and Tyke), Flic e Floc (Wuff the Prairie Dog), I due moschettieri (The Two Mouseketeers), Fido (Droopy), Pino e Pinolo (Fuzzy & Wuzzy), Rumba e Caramba (Flip and Dip); nel 1969 la serie venne rinnovata riprendendo da capo la numerazione e, oltre a storie di produzione americana, pubblicò anche quelle realizzate appositamente per la Cenisio da Guido Scala, Raymond Chiavarino e altri, in collaborazione con l'editore francese Sagédition. Contemporaneamente a questa, la Cenisio pubblicò dal 1960 al 1974, anche Tom & Jerry Albo Gigante, serie nel formato albo d'oro sempre con storie tratte dall'edizione americana della Dell/Western Publishing con contenuti simili; negli anni settanta questa serie gemella incominciò a pubblicare storie già presenti nei numeri precedenti, integrandole con quelle della serie a fumetti della Pantera Rosa realizzate da DeLara. Oltre a queste due, parallelamente l'editore pubblicò altre serie incentrate sui personaggi di Tom e Jerry come Fantasie di Tom & Jerry, edita dal 1961 al 1965 in grande formato, che conteneva sempre storie inedite tratte dalle serie americane della Dell/Western Publishing; negli anni settanta e ottanta vennero edite delle altre serie come ad esempio Tom & Jerry Story, pubblicata dalle Edizioni Bianconi dal 1978 al 1980 con contenuti analoghi. La Cenisio riprese la testata Tom & Jerry nel 1981, pubblicandola per oltre un centinaio di numeri fino al 1992, quando la casa editrice chiuse; come le precedenti fu una testata contenitore di storie a fumetti della casa editrice statunitense Western Publishing, trasposizioni di serie animate della MGM. Oltre a storie inedite incominciò anche a ristampare storie già apparse e storie dei due personaggi realizzate in Italia da autori italiani. Negli anni novanta la serie venne ripresa dalla Egmont Publishing che pubblico una serie mensile dal 1994 al 1997 nella quale, oltre a ristampe di storie di produzione americana, pubblicava anche storie inedite realizzate da Oscar Martin e altri autori realizzate originariamente per l'editrice Semic/Egmont.